# Kongerevy
Kongerevy er en dansk dokumentarfilm fra 1930.

## Handling
INDHOLD: 01:00:00 1. oktober 1930. Kong Christian 10. besøger den store jyske efterårsmanøvre med 1. og 2. division. Kritik af øvelsen foregår på Svendstrup slot, hvor kongen diskuterer forløbet med forskellige officerer. 01:01:06 orkester spiller op til paraden. 01:02:19 Kongens ankomst til revypladsen. 01:03:50 Stor parade og forbi defilering for kongen på Nissumsgårds marker nær Skanderborg. Fine lange optagelser af den danske hær i 1930erne. Soldater fra forskellige værn, regimenter og afdelinger deltager, ligesom der er flere orkestre med. 01:09:10 Folkemængde på flere tusinde er mødt op for at se paraden. Slut ved 01:09:27.